# Dorstenia angusticornis
Espèce
Dorstenia angusticornis Engl.  est une espèce de plantes à fleurs de la famille des Moraceae et du genre Dorstenia, endémique du Cameroun.

## Description et habitat
Cet arbrisseau atteint une hauteur de 0,5 à 1,5 mètre. Il est caractérisé par les branches issues de ses tiges : la partie inférieure des branches est glabre tandis que la partie supérieure feuillue, épaisse de 1 à 3 mm, recouverte de petits poils courbés. 
Ses entre-nœuds font 2 à 4 cm de long. Enfin, le réceptacle floral à deux bras est reconnaissable par sa position dans un appendice linéaire.
Il se développe dans les forêts primaires et secondaires. 

## Distribution
L'espèce est assez rare, endémique du Cameroun où elle a été observée dans quatre régions (Sud-Ouest, Littoral, Centre et Sud).